# 염라대왕
염라대왕(閻羅大王)은 불교의 명부신 중 하나로, 힌두교와 불교의 야마라자가 도교식으로 수용된 것이다. 티베트어로는 신제(གཤིན་རྗེ།, Shinje)라고 쓰며, 중국어로는 염라왕(閻羅王, Yanluowang) · 염마왕(閻魔王) 또는 염(閻, Yan)이라 쓰며, 일본어로는 염마대왕(閻魔大王, Enma Dai-Ō)이라고 쓴다. 
용수의 《대지도론》 제2권에 따르면 염마왕은 다섯 종류의 조어사(調御師: 보호하며 이끌어 스스로를 다스릴 수 있게 돕는 이로운 이) 가운데 하나이다. 다섯 종류의 첫째는 부모 · 형제 · 친척이며, 둘째는 자신이 살고 있는 세계의 법률(官法)이며, 셋째는 스승의 가르침(師法)이며, 넷째는 염마왕(閻羅王)이며, 다섯째는 부처(佛) 즉 깨달은 자이다. 이들 가운데 처음의 셋은 현세의 조어사이며, 염마왕은 명부[後世]의 조어사이고, 깨달은 자는 현세의 즐거움과 명부의 즐거움과 현세와 명부 모두를 뛰어넘은 열반의 즐거움으로 이롭게 하기 때문에 깨달은 자를 가장 뛰어난 조어사[師上]라 한다.
또한 불교에서 염라대왕은 명부의 시왕(十王) 중 다섯 번째 왕이다. 사람이 죽어서 가는 곳을 명부(冥府)라 하는데, 명부에서 핵심을 이루는 것이 지장보살과 명부시왕이다. 진광대왕에서 전륜대왕까지 10명의 대왕이 있으며, 보통 살아생전 죄를 거의 짓지 않고 살다 죽은 사람은 제7 태산대왕을 끝으로 심판은 마무리되지만, 그렇지 못할 경우 평등대왕, 도시대왕, 전륜대왕의 심판도 받아야 한다.
염마왕을 만나러 가는 모습은 몇몇 경전에 묘사되어 있다. 《시왕생칠경》에서는, 염마왕 앞에서 죄인이 머리채를 잡힌 채 머리를 들어 업경을 보고 비로소 전생의 일을 분명히 깨닫게 되며, 이 업경에는 죄인들의 생전에 지은 일체의 선행과 악행이 비춰진다고 한다. 《시왕찬탄초》에서는, 염라대왕전에서는 전보다 죄인의 고통이 더욱 심해지고 염라대왕은 호통을 치면서 “네가 여기에 온 것이 예부터 몇 천만인지 그 수를 모르겠다. 생전에 착한 일을 하여 다시 이 악처에 와서는 안된다고 매번 알아듣도록 얘기했건만 그 보람도 없이 또 오게 되었느냐. 너라는 죄인은 의심이 많고 이치에 닿지 않는 말만 하는구나.”라고 도깨비와 함께 죄인의 조서를 읽고 죄인의 양손을 되찾아서 아홉면을 가진 업경 앞에 이 죄인을 두니, 하나하나의 거울에 한평생 동안 지었던 죄업이 남김없이 비친다. 옥졸이 머리카락을 잡아채고 얼굴을 잡아당겨 거울에 들이대며 보라고 나무랄 뿐만 아니라, 방망이로 두들겨패면 처음에는 소리를 내서 울부짖지만 나중에는 숨도 다 끊어지고 몸이 티끌처럼 부서진다고 한다.
염라대왕이 거느린 부하들은 주사빙판관, 대산홍판관, 악복조판관, 도사조판관, 의동최판관, 천조귀왕, 감수귀왕, 낭아귀왕, 대나리차귀왕, 주선동자, 주악동자, 일직사자 등이다.

## 같이 보기
- 백중날
- 지장보살
- 불교의 지옥
- 우두귀와 마두귀
- 대위덕명왕
- 황천
- 종규